# 246789 Pattinson
246789 Pattinson este un asteroid din centura principală de asteroizi.

## Descriere
246789 Pattinson este un asteroid din centura principală de asteroizi. A fost descoperit pe 24 februarie 2009 la Zelenchukskaya Station de Timur V. Kryachko. Asteroidul prezintă o orbită caracterizată de o semiaxă mare de 2,42 ua, o excentricitate de 0,18 și o înclinație de 4,4° în raport cu ecliptica.